# Cigdem Kagitcibasi
Cigdem Kagitcibasi (turc : Çiğdem Kağıtçıbaşı), née le 29 janvier 1940 à Istanbul et morte le 2 mars 2017, est une psychologue et universitaire turque. Elle est spécialiste de psychologie interculturelle.

## Biographie

### Jeunesse et études
Cigdem Kagitcibasi naît à Bursa, en Turquie, en 1940. En 1959, elle termine ses études secondaires à l'American College for Girls d'Istanbul avant de poursuivre ses études aux États-Unis. Kagitcibasi obtient son diplôme au Wellesley College en 1961. Elle soutient son doctorat à l'université de Californie à Berkeley en 1967 avec une spécialisation en psychologie sociale.

### Carrière
Kagitcibasi commence à enseigner à l'Université technique du Moyen-Orient en 1969 avant de passer à l'université Boğaziçi en 1974. Elle y enseigne jusqu'en 1995, quand elle commence à travailler à l'université Koç. À l'Université de Koç, elle est doyenne des sciences sociales de 1998 à 2001, puis devient directrice des études de genre de l'université en 2010. Kagitcibasi participe à des recherches visant à déterminer les raisons pour lesquelles les jeunes adultes veulent fonder une famille. 
Cigdem Kagitcibasi est l'auteur du livre Family and Human Development across Cultures: A View from the Other Side en 1996,. Elle développe un nouveau modèle en démontrant comment la culture influence le développement du moi. Un deuxième volume Family, Self, and Human Development Across Cultures: Theory and Applications, est publié en 2007, Kağıtçıbaşı co-édite le volume Individualism and Collectivism: Theory, Method, and Applications
Cigdem Kagitcibasi est vice-présidente de l'Union internationale de psychologie scientifique de 1996 à 2000 et du Conseil international des sciences sociales de 2004 à 2006. Elle meurt le 2 mars 2017

## Récompenses et honneurs
En 1993, Kagitcibasi reçoit le prix APA pour ses contributions en psychologie. Elle obtient une bourse de l'Association internationale de psychologie appliquée et de l'Institut néerlandais d'études avancées .

## Publications
- « Status of Women in Turkey: Cross-Cultural Perspectives », International Journal of Middle East Studies, vol. 18, no 4,‎ 1986, p. 485-499 (lire en ligne, consulté le 18 mars 2023).
- « The autonomous-relational self », European Psychologist, 1(3), 180-186, 1996.
- « Autonomy and relatedness in cultural context: Implications for self and family ». Journal of Cross-Cultural Psychology, 36(4), 403-422, 2005.
- avec J. W. Berry, « Cross-cultural psychology: Current research and trends ». Annual Review of Psychology, 40(1), 493-531, 1989.